# Hammer Depot
57°09′9.72″N 10°00′54″Ø / 57.1527000°N 10.01500°Ø
Hammer Depot er et militærdepot beliggende i skovkanten på nordsiden af Hammer Bakker, 200 meter fra Hammer Kirke og tæt på landevejen mellem Sulsted og Grindsted. Hammer Depot ligger i Aalborg Kommune, Region Nordjylland.
Depotet blev etableret i 1954 på jord, købt fra Hammergård. Det var fra starten underlagt 'Ingeniørtroppernes Tekniske Tjeneste' og var et materieldepot for Jyske Ingeniørregiment, som på daværende tidspunkt havde hjemme på Randers Kaserne. Der var bl.a. opmagasineret en komplet Baileybro på depotet.
I midten af 1960'erne opførtes et sikret rum for opbevaring af det radioaktive stof Cobolt-60. Dette stof findes dog ikke længere på depotet.

## Bemanding
Hammer Depot var fra starten bemandet med en oberstløjtnant som chef og en premierløjtnant som næstkommanderende. Daglig leder var en materielforvalter, som havde tjenestebolig i tilknytning til depotet. Herudover var der fire civilarbejdere samt en deltidsansat rengøringsassistent.
I 1970 blev Hammer Depot omdannet til et ubemandet depot underlagt Jyske Trænregiment på Hvorup Kaserne ved Aalborg.

## Nuværende status
Hammer Depot er i dag (2012) under stærkt forfald og anvendes af Forsvaret og Hjemmeværnet til øvelsesvirksomhed, bl.a. under betegnelsen Camp Hammer.

Den tilhørende tjenestebolig er kort før udgangen af 2012 nedrevet.

## Links
- Aalborg Kommunes indsatsplan vedr. Hammer Depot